# 77-я отдельная гвардейская бригада морской пехоты
77-я отдельная гвардейская Московско-Черниговская ордена Ленина, Краснознамённая, ордена Суворова II степени бригада морской пехоты (77 обрмп) — гвардейское формирование Вооружённых Сил СССР и РФ.
Участвовала в Великой Отечественной войне, Первой чеченской войне и Второй чеченской войне.

## История

### История формирования
Сформирована в июле 1941 года в Москве как 21-я дивизия народного ополчения Киевского района Москвы из рабочих и служащих Дорогомиловского химического завода имени Фрунзе, кондитерской фабрики имени Бабаева, карандашной фабрики имени Сакко и Ванцетти, Московского холодильного комбината, киностудии «Мосфильм», колхозников Пушкинского района.
В дивизию вступило много научных сотрудников институтов экономики, мирового хозяйства и мировой политики, философии и истории Академии наук СССР.

### Боевой путь
1. Битва за Москву — в оборонительной и наступательной операциях с 2 октября 1941 г. по 20 апреля 1942 г.;
2. Сталинградская битва — в оборонительной и наступательной операциях битвы с 5 сентября 1942 г. по 2 февраля 1943 г.;
3. Курская битва — в Орловской наступательной операции с 12 июля по 5 августа 1943 г.;
4. Освобождение Украины и битве за Днепр с 16 сентября по 10 ноября 1943 г.;
5. Освобождение Белоруссии — Гомельско-Речицкая наступательная операция — с 10 ноября 1943 г. по март 1944 г.;
6. Освобождение Украины и Польши — оборонительные бои в районе г. Ковель — с 20 апреля по 17 июля 1944 г.;
7. Люблин-Брестская операция — с 18 июля по 29 июля 1944 г.;
8. Форсирование р. Висла, захват и расширение плацдармов — с 29 июля по ноябрь 1944 г.;
9. Висло-Одерская наступательная операция — наступление с Пулавского плацдарма в составе ударной группировки 1-го Белорусского фронта, выход к р. Одер и захват плацдарма с 14 января по 2 февраля 1945 г.;
10. Берлинская операция — действия в составе ударной группировки 1-го Белорусского фронта с Кюстринского плацдарма, выход на р. Эльба в районе Магдебурга; февраль-апрель 1945 г. — бои на плацдармах, с 16 апреля по 8 мая 1945 г. — наступление на Берлин.

### Участие в Великой Отечественной войне
29 августа 1941 г. дивизия была переименована в 173-ю стрелковую дивизию (2-го формирования). Почти полтора месяца дивизия ополченцев прикрывала одно из важных операционных направлений на дальних подступах к Москве.
В октябре 1941 года 173-я дивизия в составе 33-й армии Западного фронта вела тяжёлые оборонительные бои на рубежах юго-западнее Кирова, под Ульяновом и на подступах к Туле.
За героизм в боях за Тулу она получила благодарность командующего 33-й армией генерал-лейтенанта М. Г. Ефремова и командования Западного фронта.
В период наибольшей опасности для Каширы дивизия сдерживала натиск танковой группы Гудериана.
С осени 1942 года дивизия участвовала в Сталинградской битве, ведя оборонительные и наступательные бои северо-западнее Сталинграда и в самом городе.
За успешные боевые действия по уничтожению сталинградской группировки противника ей было присвоено звание гвардейской (77-я гвардейская стрелковая дивизия).
С июня 1943 года дивизия вела упорные бои на Орловско-Курской дуге, участвовала в форсировании ряда крупных водных рубежей, в том числе Днепра, и в освобождении г. Чернигова.
За освобождение Чернигова ей было присвоено наименование «Черниговская».
В 1944 году дивизия участвовала во многих наступательных операциях по освобождению Западной Украины и ряда городов Польши.
Принимая участие в Висло-Одерской операции, дивизия вместе с другими соединениями освобождала г. Лодзь. В дальнейшем она сражалась на территории Германии и закончила свой боевой путь на Эльбе.
За боевые заслуги награждена орденами Ленина, Красного Знамени и Суворова 2-й степени; около 18 тысяч её бойцов награждены орденами и медалями, 67 удостоены звания Героя Советского Союза.
«Только 77-я гвардейская дивизия имела в своём составе батальон Славы, то есть батальон, в котором все воины были награждены орденами Славы».
 Стояли насмерть! Красная Звезда. 11 Июля 2006 г.

### Послевоенный период
Переформирование дивизии и наименование её преемников, их участие в боевых действиях:
- Осенью 1989 г. дивизия включена в состав Северного флота как дивизия береговой обороны.
- В 1994 г. преобразована в 163-ю гвардейскую бригаду береговой обороны с сохранением всех почётных наименований и боевых наград дивизии. Место дислокации — г. Архангельск.
- 1 марта 1996 г. бригада расформирована, её Знамя и награды переданы 332-му отдельному батальону морской пехоты Каспийской флотилии (этот батальон был сформирован в 1994 г. в г. Астрахани, в 1998 г.), после получения Боевого Знамени, переименован в 600-й отдельный гвардейский батальон морской пехоты (Каспийск).
- 1 декабря 2000 г. на базе 600-го отдельного гвардейского батальона морской пехоты и 414-го отдельного батальона морской пехоты (сформированного в 1999 г. в г. Каспийск Республики Дагестан) сформирована 77-я отдельная гвардейская Московско-Черниговская ордена Ленина Краснознамённая, ордена Суворова бригада морской пехоты.
- Ноябрь 1999 г. — сентябрь 2000 г. — активное участие личного состава бригады в контртеррористической операции на Северном Кавказе. Выполнено более 30 ответственных задач по очистке от боевиков населённых пунктов. За мужество и героизм орденами и медалями награждены более 300 военнослужащих.
- Апрель 2001 г. — выполнение боевых задач в горном Дагестане. Воины соединения действовали в Цумадинском районе, на высоте свыше 2-х тысяч метров над уровнем моря. Заслуженные государственные награды получили более 200 морских пехотинцев.
- 9 мая 2002 г. — в результате террористического акта на ул. Ленина г. Каспийска от рук террористов погибло 23 и ранено 54 военнослужащих.
- С 1 по 15 августа 2002 г. — участие в крупнейших военно-морских учениях на Каспии.
- С 20 по 24 февраля 2003 г. — форсированный марш батальонно-тактической группы бригады с преодолением высокогорных перевалов. Поддержание мира и спокойствия в Веденском районе Чеченской Республики в течение всего года. 20 декабря 2004 г. — возвращение в пункт постоянной дислокации г. Каспийск.

### Состав
- управление бригады (Каспийск);
- 414-й отдельный батальон морской пехоты (Каспийск).
- 725-й отдельный батальон морской пехоты (Каспийск);
- 727-й отдельный батальон морской пехоты (Астрахань);
- 1200-й отдельный разведывательный батальон (Каспийск);
- 1408-й отдельный гаубичный артиллерийский дивизион;
- 1409-й отдельный гаубичный артиллерийский дивизион;
- 975-й отдельный батальон связи (Каспийск);
- 1387-й отдельный зенитный ракетно-артиллерийский дивизион;
- 530-я отдельная рота РЭБ.

## Расформирование
1 декабря 2008 года 77-я отдельная гвардейская Московско-Черниговская ордена Ленина, Краснознамённая, ордена Суворова бригада морской пехоты Каспийской флотилии расформирована, а на Каспии из морской пехоты оставлены два батальона:
- 414-й отдельный батальон морской пехоты г. Каспийск
- 727-й отдельный батальон морской пехоты г. Астрахань

## Командиры
- Полковник Богданов А. В., 1941—1942 гг.
- Полковник Хохлов В. Д., 1942 г.
- Аскалепов, Василий Семёнович (01.03.1943—01.11.1943), генерал-майор
- Хориков, Иван Павлович (02.11.1943—10.12.1943), полковник
- Аскалепов, Василий Семёнович (11.12.1943—09.05.1945), генерал-майор
- Гвардии генерал-майор Аскалепов, Василий Семёнович, 1945—1948 гг.
- Гвардии генерал-майор Поляков Н. А., 1948—1949 гг.
- Гвардии полковник Евстигнеев И. С., 1949—1951 гг.
- Гвардии генерал-майор Угрюмов Н. С., 1951—1953 гг.
- Гвардии полковник Задорин А. С., 1956—1959 гг.
- Гвардии полковник Коньков Ю. Н., 1959—1961 гг.
- Гвардии полковник Бароев М. С., 1961—1964 гг.
- Гвардии полковник Мережко А. Г., 1964—1965 гг.
- Гвардии генерал-майор Максимов Ю. П., 1965—1968 гг.
- Гвардии полковник Гореленков К. И., 1968—1971 гг.
- Гвардии полковник Кобзарев В. И., 1971—1973 гг.
- Гвардии полковник Бурлаков М. П., 09.1973—12.1975 гг.
- Гвардии полковник Хостиашвили Э. З., 1975—1976 гг.
- Гвардии полковник Васильев Ю. Н., 1976—1977 гг.
- Гвардии полковник Ковалёв В. А., 1977—1983 гг.
- Гвардии полковник Пугачёв Н. В., 1983—1986 гг.
- Гвардии полковник Кулаков, Владимир Фёдорович, 1986—1988 гг.
- Гвардии полковник Сороченко В. Л., 1988—1989 гг.
- Гвардии полковник Борзенко А. Н., 1990—1995 гг.
- Гвардии полковник Карагодин В. Л., 1995—1996 гг.
- Гвардии полковник Пушкин С. В., 1996—2000 гг.
  - Бригадой командовали
- Гвардии генерал-майор Пушкин С. В., 2000—2004 гг.
- Гвардии полковник Семёнов Г. С. с 2004 г.
- Гвардии полковник Рытиков А.В., 2007-2010 гг.

## Награды и наименования
- Орден Красного Знамени. (Указ 15.1.1944 г.) — за взятие г. Калинковичи.
- Орден Суворова 2 степени (Указ 9.8.1944 г.) — за прорыв обороны противника юго-западнее г. Ковель и выход к Государственной границе СССР.
- Орден Ленина (Указ 19.2.1945 г.) — за прорыв вражеской обороны южнее Варшавы, и выход к р. Одер.
- За форсирование р. Десна и освобождение г. Чернигова дивизии 21 сентября 1943 г. присвоено почётное наименование «Черниговская»
27 марта 1967 года в целях сохранения боевых традиций овеянной славой дивизий народного ополчения Москвы ей присвоено почётное наименование «Московская»

## Отличившиеся воины бригады

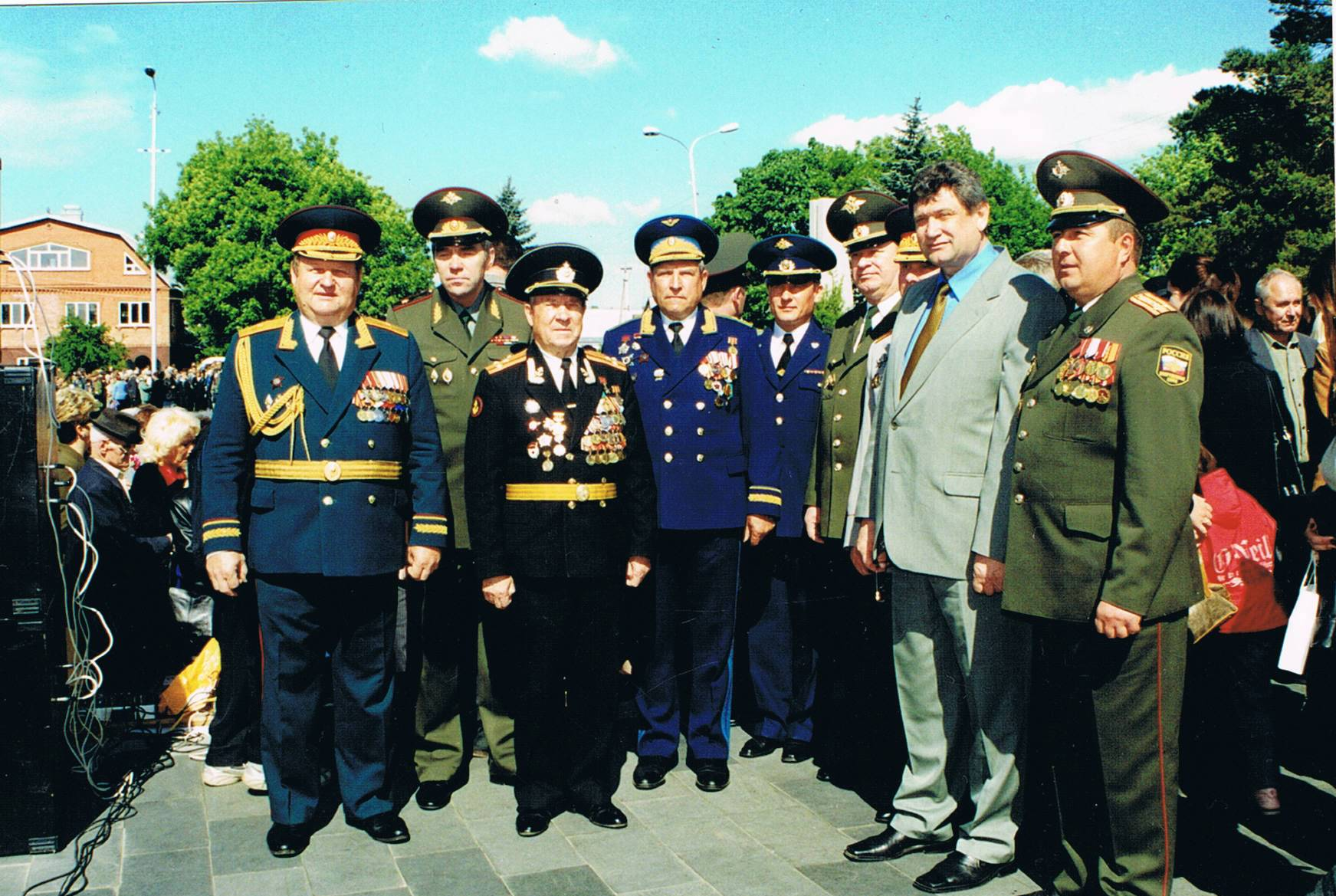
Герой Советского Союза Гурьев М. Н. с генералами в День Победы в Майкопе. 9.5.2002.

- Количество награждённых правительственными наградами в годы войны:
  - Герои Советского Союза — 67.
- Кавалеры орденов:
  - Ордена Славы I степени — 18;
  - Ленина — 82;
  - Красного Знамени — 354;
  - Суворова — 5;
  - Кутузова — 9;
  - Богдана Хмельницкого — 23;
  - Александра Невского — 144;
  - Отечественной войны 1-й степени — 481;
  - Отечественной войны 2-й степени — 164;
  - Красной Звезды — 4209;
  - Славы 2-й степени — 193;
  - Славы 3-й степени — 2693.

Награждены медалями:
- - «За отвагу» — 624;
  - «За боевые заслуги» — 2106.
- Гурьев Михаил Николаевич — гв. старший лейтенант командир взвода в батальоне Славы 215-го гв. сп
- Пастырев, Пётр Иосифович — гвардии капитан, командовал ротой 221-го гвардейского стрелкового полка (с 28 августа 1944 по окончание войны[3]).